# Ứng Thiên phủ (nhà Tống)
Ứng Thiên phủ (phồn thể: 應天府; giản thể: 应天府), còn gọi là Nam Kinh Ứng Thiên phủ, thuộc quận Hà Nam, Quy Đức quân Tiết độ sứ, ngày nay thuộc địa cấp thị Thương Khâu, tỉnh Hà Nam, là một trong Bắc Tống tứ kinh (cùng với Đông Kinh Khai Phong phủ, Tây Kinh Hà Nam phủ và Bắc Kinh Đại Danh phủ).

## Lịch sử

### Thời kỳ Ngũ đại Thập quốc(907-960)
Nguyên bản Ứng Thiên phủ thuộc về Tống châu. Thời kỳ Ngũ đại Thập quốc, triều đình Hậu Chu thiết lập Tuyên Vũ quân, sau đổi tên là Quy Đức quân.
Hậu Chu Hiển Đức năm thứ 6 (959), Hậu Chu Thế Tông Sài Vinh qua đời, con trai là Sài Vinh kế vị, phong Triệu Khuông Dẫn làm Điện Tiền Đô Điểm Kiểm kiêm Tống châu Quy Đức quân Tiết độ sứ. Hiển Đức năm thứ 7 (960), Triệu Khuông Dẫn phát động binh biến, cải hiệu Kiến Long, lấy phiên trấn của mình làm quốc hiệu, thành lập triều Tống.

### Bắc Tống(960-1127)
Tống Thái Tông Chí Đạo năm thứ 3 (997), thiết lập Kinh Đông lộ, trị sở đặt tại Tống châu.
Tống Chân Tông Cảnh Đức năm thứ 3 (1006), Tống châu được thăng cấp thành Ứng Thiên phủ. Đại Trung Tường Phủ năm thứ 7 (1014), thiết lập Nam Kinh. 
Tống Thần Tông Hi Ninh năm thứ 5 (1072), triều đình chia Kinh Đông lộ thành Kinh Đông Đông lộ và Kinh Đông Tây lộ, Ứng Thiên phủ do Kinh Đông Tây lộ quản lý. 

### Nam Tống(1127-1279)
Sau Sự kiện Tĩnh Khang, Khang vương Triệu Cấu đăng cơ tại Ứng Thiên phủ, cải niên hiệu Kiến Viêm, tuy nhiên sau đó lại bỏ thành chạy trốn về Dương Châu. Đến Thiệu Hưng năm thứ 2 (1132), tháng 9, nhà Kim chiếm Nam Kinh. Lưu Dự hạ cấp Ứng Thiên phủ, đổi tên thành Quy Đức.
Kim Hi Tông Thiên Quyến nguyên niên, Tống Cao Tông Thiệu Hưng năm thứ 9 (1138), Quy Đức phủ được trả lại cho nhà Tống, nhà Tống nhân đó cử Lộ Doãn Địch trấn thủ.
Kim Chương Tông Thừa An năm thứ 5, Tống Ninh Tông Khánh Nguyên năm thứ 6 (1200), nhà Kim tái chiếm Ứng Thiên, khôi phục tên gọi Quy Đức.
Tống Lý Tông Đoan Bình nguyên niên (1234), liên quân Mông Cổ-Tống diệt nhà Kim, nhà Tống dự định khôi phục Nam Kinh. Tuy nhiên sự kiện Đoan Bình nhập Lạc xảy ra, toàn bộ Hà Nam rơi vào tay quân Mông Cổ, từ đó tên gọi Quy Đức được duy trì đến khi nhà Thanh sụp đổ.